# Villetaneuse
Villetaneuse è un comune francese di 12 901 abitanti situato nel dipartimento della Senna-Saint-Denis nella regione dell'Île-de-France.

## Società

### Evoluzione demografica
Abitanti censiti

## Amministrazione

### Gemellaggi
- Vila Nova de Foz Côa
- Birkenwerder